# アウクスブルク (フリゲート・2代)
アウクスブルク（ドイツ語: Augsburg, F 213）は、ドイツ海軍のフリゲートである。ブレーメン級（122型）フリゲートの7番艦。艦名はドイツ連邦共和国シュヴァーベン行政管区の首府アウクスブルクに因む。

## 艦歴
「アウクスブルク」は、1987年4月4日、ブレーマー・ヴルカン造船所・ブレーメン工場にて起工した。同年9月17日には進水、1989年10月3日に竣工した。当初は第2フリゲート戦隊へ配属されたが、2006年1月にヴィルヘルムスハーフェンを母港とする第4フリゲート戦隊へ転籍した。
「アウクスブルク」は何度か不朽の自由作戦に参加し、アフリカの角沖や地中海に派遣された。その後、イラク戦争の支援作戦にも参加した。「野蛮人13（Wilde 13）」と渾名された。
2013年4月3日、アタランタ作戦に参加中であった「F212 カールスルーエ」とジブチ港にて交代し作戦に参加する。
2019年12月18日、退役。艦名はバーデン・ヴュルテンベルク級（125型）フリゲートに引き継がれる。

## ギャラリー

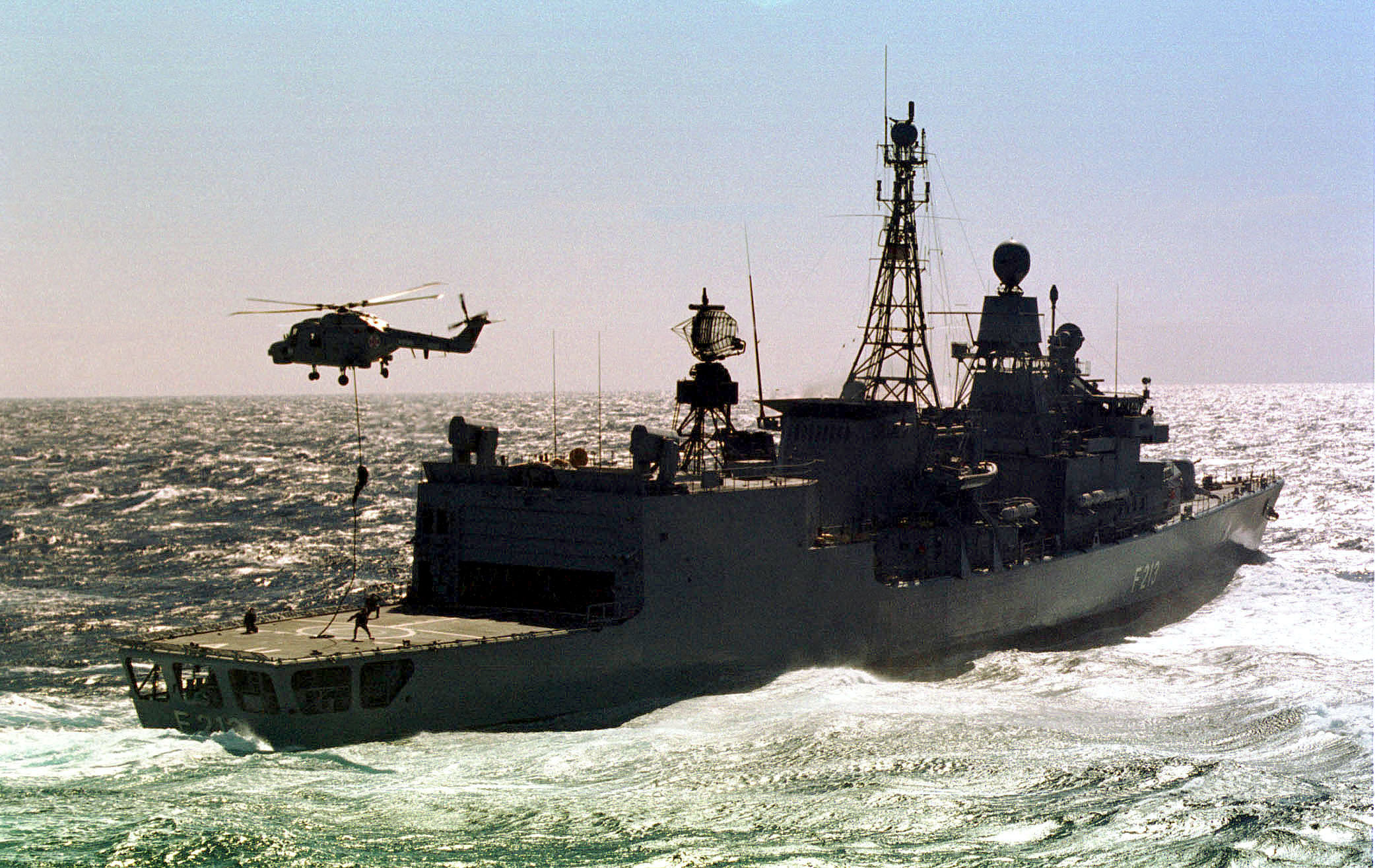
ポルトガル海軍のリンクスMk.95から隊員が「アウクスブルク」に降り立つ。1998年3月12日。